# آنا كورين
آنا كورين هي صحفية أسترالية ومذيعة أخبار سابقة من مواليد (2 أكتوبر 1975م) تعمل الآن مراسلة دولية لشبكة سي إن إن بمقر هونغ كونغ.

## الحياة المهنية
تخرجت كورين من جامعة تشارلز ستورت في عام 1996م  في مجال الاتصالات وأمضت وقتًا في العمل لشبكات التلفزيون الإقليمية فعملت بشبكة برايم لمدة 12 شهرًا وشبكة إن بي أن لمدة 18 شهرًا. وظفتها شبكة التاسعة في عام 1999م كمراسلة على الكاميرا بخدمة أخبار شبكة التاسعة الوطنية في أوائل عام 2000م. ثم بدأت في تقديم تحديثات الأخبار ونشرة الأخبار الصباحية لشبكة التاسعة الوطنية في عام 2002م.
بدأت مسيرة كورين المهنية في شبكة السابعة في ديسمبر 2003، حيث قدمت تحديثات الأخبار المتأخرة  والإصدار الصيفي من برنامج Today Tonight بدلاً من نعومي روبسون. قدمت كورين منذ ذلك الوقت العديد من الأخبار مع شبكة السابعة مثل طفل ذكي في أستراليا، وشم إدنبرة العسكري 2005، ليلة الزفاف الملكي، تفجيرات بالي – ساعة الصفر. تقلدت كورين ايضًا منصب مذيعة الأخبار بشبكة السابعة في برنامج الأخبار الصباحية Sunrise. كما قدمت كورين سلسلة حقائق وقصص حقيقية.
تم تعيين كورين مراسلة  للولايات المتحدة لأخبار السابعة في عام 2005 لتحل محل مايك أمور الذي عاد إلى أستراليا لتقديم أخبار السابعة 4.30.
غطت كورين أحداث حرب 2006 بين إسرائيل وحزب الله من شمال إسرائيل وأيضًا قمة مجموعة الثماني لعام 2005 في جلين إيجلز، اسكتلندا أثناء فترة عملها كمراسلة للشبكة السابعة في الولايات المتحدة.
تم تعيين كورين في 27 يناير 2007 مقدمة لبرنامج Today Tonight  لتحل محل نعومي روبسون التي غادرت العرض في 1 ديسمبر 2006. أصبحت كورين موضعًا متكررًا للسخرية أثناء عملها كمقدمة لهذا البرنامج من مقدمي البرنامج التلفزيوني حرب المطارد على كل شيء.
أعلنت كورين في سبتمبر 2008 مغادرتها لبرنامج Today Tonight لتتولى منصبًا في سي إن إن بهونغ كونغ. وخلفها ماثيو وايت، حيث قدمت كورين Today Tonight للمرة الأخيرة في 10 أكتوبر 2008.

## الجوائز والتكريمات
حصلت كورين على جائزة التليفزيون الآسيوي لعامي 2011 و 2012 «أفضل مقدمة إخبارية ومذيعة» عن عملها في برنامج تقرير العالم بشبكة سي إن إن. حصلت كورين على ثالث جائزة تلفزيونية آسيوية عن أفضل قصة إخبارية مرموقة لمدة 10 دقائق أو أقل لتقريرها الحصري «تبادل إطلاق النار بين أفغانستان وطالبان» في ديسمبر 2013.

## الحياة الشخصية
لديها توأمان من خطيبها مدير صندوق التحوط الأسترالي، آدم أبتون.